# Колмаково (Юргинський округ)
Колмако́во (рос. Колмаково) — присілок у складі Юргинського округу Кемеровської області, Росія.

## Населення
Населення — 8 осіб (2010; 17 у 2002).
Національний склад (станом на 2002 рік):
- росіяни — 100 %